# György Maróthi

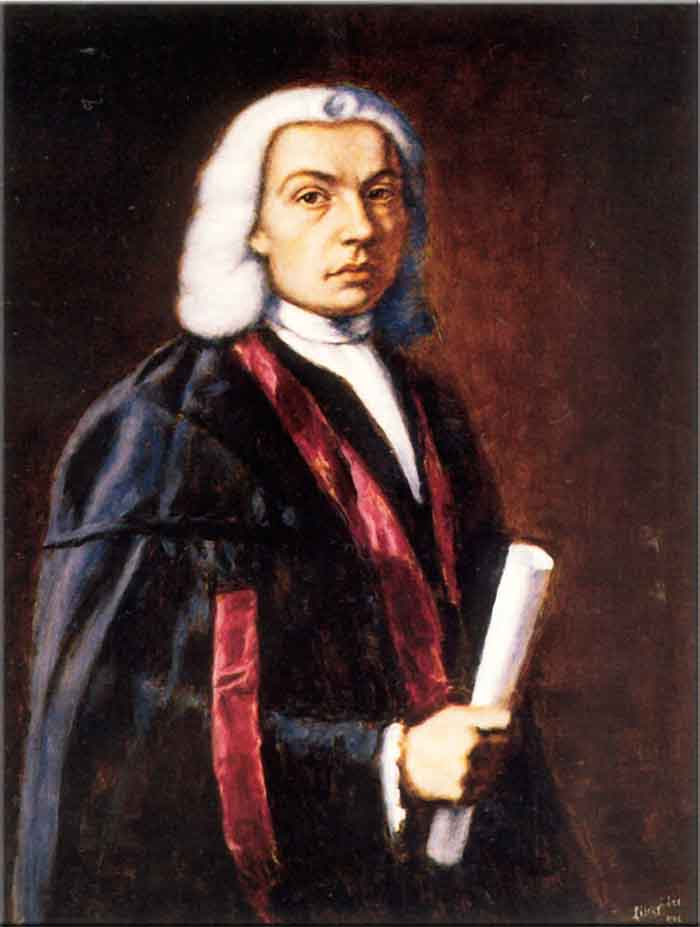
György Maróthi

György Maróthi (* 1715; † vermutlich 1744 in Debrecen) war ein ungarischer Musikpädagoge, Musiktheoretiker und Komponist.

## Leben
Maróthi studierte in der Schweiz und den Niederlanden Mathematik und Philosophie. Er wirkte als Mathematikprofessor am Reformierten Kollegiums von Debrecen. Hier gründete er 1739 einen Schulchor, der bis heute (Kantús-Chor) existiert.
Er veröffentlichte 1743 Claude Goudimels vierstimmigen Genfer Psalter in ungarischer Sprache (mit Texten von Albert Szenczi Molnár), das große Popularität erlangte und der westeuropäischen Chortechnik in Ungarn zum Durchbruch verhalf. Seine Schriften über das Psalmsingen (1740 und 1743) sind die ältesten musiktheoretischen Werke in ungarischer Sprache.